# یودای ایواما
یودای ایواما (انگلیسی: Yudai Iwama؛ زادهٔ ۲۱ فوریهٔ ۱۹۸۶) بازیکن فوتبال اهل ژاپن است.